# Tammy Klein
Tammy Len Klein (* 7. Oktober 1963 im Contra Costa County, Kalifornien, geborene Troglin) ist eine US-amerikanische Schauspielerin, Synchronsprecherin und Filmschaffende.

## Leben
Klein wurde am 7. Oktober 1963 als Tammy Len Troglin im Contra Costa County geboren. Während der High-School-Zeit in Nordkalifornien machte sie eine Ausbildung zur Karosseriemechanikerin. Sie diente als Triebwerksmechanikerin in der United States Air Force von 1981 bis 1985. 1984 wurde sie Mutter eines Sohnes. Sie machte 1989 am Yuba College ihren Associate of Arts Nursing. 1994 folgte der Bachelor of Science in Chemie, den sie an der Sonoma State University erlangte. 1999 machte sie ihren Master of Science in Criminalistics an der  California State University in Los Angeles.
Ihre Schauspielkarriere begann für Klein ab Mitte der 2000er Jahre durch Besetzungen in Kurzfilmen und Episodenrollen in der Fernsehdokuserie Untold Stories of the ER. 2007 mimte sie verschiedene Rollen in der Webserie Lonelygirl15 von und mit Jessica Lee Rose. Von 2009 bis 2014 war sie als Kelly in insgesamt 34 Episoden der Fernsehserie We're Alive zu sehen. Von 2010 bis 2011 wirkte sie als SID Criminalist in der Fernsehserie Law & Order: LA mit. In ähnlicher Funktion folgten Besetzungen in der Fernsehserie Southland von 2011 bis 2013.
2015 wirkte sie im Musikvideo der Band Nothing More zum Lied Jenny mit. Seit demselben Jahr ist sie beim Filmstudio The Asylum für visuelle Effekte in Filmen und Serien zuständig und wirkte in dieser Funktion in über 100 Produktionen mit. Sie übernahm Synchronsprechertätigkeiten in Filmen und Fernsehserien. Als Schauspielerin wirkte sie zuletzt in einer Reihe von Low-Budget-Filmen wie Zoombies – Der Tag der Tiere ist da!, Sharknado 5: Global Swarming, Geo-Disaster – Du kannst nicht entfliehen!, Sharknado 6: The Last One, Triassic Hunt, 2021 – War of the Worlds: Invasion from Mars oder Planet Dune mit.

## Filmografie (Auswahl)

### Schauspiel
- 2005: Kissing Katie Holmes (Kurzfilm)
- 2006: Caroline Crossing (Kurzfilm)
- 2006: Untold Stories of the ER (Fernsehdokuserie, 3 Episoden, verschiedene Rollen)
- 2007: Electronica (Kurzfilm)
- 2007: Still Life (Kurzfilm)
- 2007: A Secret Handshake
- 2007: Cougar Club
- 2007: LA Forensics (Fernsehserie, 2 Episoden, verschiedene Rollen)
- 2007: Hunter (Kurzfilm)
- 2007: Lass es, Larry! (Curb Your Enthusiasm, Fernsehserie, Episode 6x06)
- 2007: Awaken the Dead
- 2007: Lonelygirl15 (Webvideoserie, 9 Episoden, verschiedene Rollen)
- 2008: Another Gay Sequel: Gays Gone Wild!
- 2008: An Immigrant Girl's Journey (Kurzfilm)
- 2008: Passed the Door of Darkness
- 2008: Wrath/Anger
- 2008: Der Ja-Sager (Yes Man)
- 2008: S&M: Sex & Money
- 2008: Mustache
- 2009: Ahmad's Xmas Carol (Kurzfilm)
- 2009: Don't Close Your Blinds! (Kurzfilm)
- 2009: Customer Service (Kurzfilm)
- 2009: Goreality
- 2009: Human Prey (Fernsehserie, Episode 1x05)
- 2009: Fear the Forest
- 2009: Live Evil – Die Jagd hat begonnen (Little Evil)
- 2009–2014: We're Alive (Fernsehserie, 34 Episoden)
- 2010: Milf
- 2010: Emergency Contact (Kurzfilm)
- 2010: Cruise Tickets (Kurzfilm)
- 2010–2011: Law & Order: LA (Fernsehserie, 10 Episoden)
- 2011: Megan Is Missing
- 2011: Kidnap & Rescue (Fernsehserie)
- 2011: Terms of Service (Kurzfilm)
- 2011: Black Moon (Kurzfilm)
- 2011–2012: The Journeys (Fernsehserie, 4 Episoden, verschiedene Rollen)
- 2011–2013: Southland (Fernsehserie, 6 Episoden, verschiedene Rollen)
- 2012: Celebrity Sex Tape
- 2012: Is There?: Todd Glass for GLSEN (Kurzfilm)
- 2012: Lizard Man
- 2012: I Will Follow You Into the Dark
- 2012–2013: Sons of Anarchy (Fernsehserie, 2 Episoden, verschiedene Rollen)
- 2013–2015: Star Trek: Henglaar, M.D. (Fernsehserie, 4 Episoden)
- 2014: Jailbait
- 2014: Fatales Vertrauen – Dem Mörder so nah (Unusual Suspects, Fernsehdokuserie, Episode 6x07)
- 2014: Rage of Innocence
- 2015: Jurassic City
- 2015: Trautes Heim, Mord allein (Blood Relatives, Fernsehdokuserie, Episode 4x05)
- 2015: The Molding Maverick Mason (Mini-Serie, 2 Episoden)
- 2016: Little Dead Rotting Hood
- 2016: Zoombies – Der Tag der Tiere ist da! (Zoombies)
- 2016: Jeremiah Tower: The Last Magnificent (Dokumentation)
- 2016: Nightmare Wedding (Fernsehfilm)
- 2017: Sinister Minister (Fernsehfilm)
- 2017: After School Special
- 2017: Sharknado 5: Global Swarming (Fernsehfilm)
- 2017: Geo-Disaster – Du kannst nicht entfliehen! (Geo-Disaster)
- 2018: Attack from the Atlantic Rim 2 – Metal vs. Monster (Atlantic Rim: Resurrection)
- 2018: Tomb Invader (Fernsehfilm)
- 2018: Celluloid Soul
- 2018: Sharknado 6: The Last One (The Last Sharknado: It’s About Time, Fernsehfilm)
- 2019: The Adventures of Aladdin (Adventures of Aladdin)
- 2019: We're Alive: Goldrush (Mini-Serie, 3 Episoden)
- 2021: Triassic Hunt
- 2021: 2021 – War of the Worlds: Invasion from Mars (Alien Conquest)
- 2021: Planet Dune
- 2022: We're Alive: Descendants (Fernsehserie, 4 Episoden)
- 2022: Bullet Train Down
- 2022: Shark Side of the Moon
- 2024: Alien: Rubicon

### Synchronisation
- 2016: Trolland – Das Geheimnis liegt zu euren Füßen (Trolland, Animationsfilm)
- 2018: The Break (La Trêve, Fernsehserie, 3 Episoden)
- 2019: Der Basar des Schicksals (Le Bazar de la Charité, Fernsehserie, Episode 1x01)
- 2020: Homeward – Finde deine Bestimmung (Homeward, Animationsfilm)
- 2020: Asteroid-a-Geddon – Der Untergang naht (Asteroid-a-Geddon)
- 2021: Robot Apocalypse
- 2021: Swim – Schwimm um dein Leben! (Swim)

### Filmschaffende
- 2010: Cruise Tickets (Kurzfilm; Produktion)
- 2012: Lizard Man (Produktion)
- 2013: Space Opera Society Presents-Armin Shimerman (Kurzfilm; Regie, Produktion)
- 2013: Space Opera Society Presents: Kevin Sorbo (Kurzfilm; Regie, Produktion)
- 2013: Space Opera Society Presents: Nick Tate (Kurzfilm; Regie, Produktion)
- 2013: Space Opera Society Presents: Michele Specht (Kurzfilm; Regie, Produktion)
- 2013: SOS Campaign Video (Kurzfilm; Produktion)
- 2016: Trolland – Das Geheimnis liegt zu euren Füßen (Trolland, Animationsfilm; Drehbuch)
- 2019: The Adventures of Aladdin (Adventures of Aladdin; Produktion und Drehbuch)
- 2021: Planet Dune (Regie)
- 2022: Shark Side of the Moon (Regie)
- 2022: 2025 Armageddon – Willkommen im Multiversum (2025 Armageddon; Drehbuch)
- 2023: Arctic Armageddon (Drehbuch)
- 2024: Alien: Rubicon (Drehbuch)

### Visuelle Effekte
- 2015: Avengers Grimm (Avengers Grimm – A battle of legendary proportions)
- 2015: San Andreas Quake – Los Angeles am Abgrund (San Andreas Quake)
- 2015: Flight World War 2 – Zurück im Zweiten Weltkrieg (Flight World War II)
- 2015: 3-Headed Shark Attack
- 2015: Sharknado 3 (Sharknado 3: Oh Hell No!, Fernsehfilm)
- 2015: Star Trek Continues (Fernsehserie, Episode 1x05)
- 2015: Martian Land
- 2016: Little Dead Rotting Hood
- 2016: Zoombies – Der Tag der Tiere ist da! (Zoombies)
- 2016: Break-Up Nightmare
- 2016: The Other Wife (Fernsehfilm)
- 2016: Fortune Cookie
- 2016: Dead 7
- 2016: Independents – War of the Worlds (Independents’ Day)
- 2016: Sinister Squad
- 2016: Ghosthunters
- 2016: Ice Sharks (Fernsehfilm)
- 2016: Sharknado 4 (Sharknado 4: The 4th Awakens, Fernsehfilm)
- 2016: Ben-Hur – Sklave Roms (In the Name of Ben Hur)
- 2016: Elvis Lives! (Fernsehfilm)
- 2016: Isle of the Dead
- 2016: Trolland
- 2016: Evil Nanny (Fernsehfilm)
- 2017: Oceans Rising
- 2017: Jurassic School
- 2017: God Wars
- 2017: The Fast and the Fierce
- 2017: Mother of the Year (Fernsehfilm)
- 2017: King Arthur and the Knights of the Round Table
- 2017: Sinister Minister (Fernsehfilm)
- 2017: Alien Convergence – Angriff der Drachenbiester (Alien Convergence)
- 2017: Operation Dunkirk
- 2017: Sharknado 5: Global Swarming (Fernsehfilm)
- 2017: Troy: The Odyssey
- 2018: Attack from the Atlantic Rim 2 – Metal vs. Monster (Atlantic Rim: Resurrection)
- 2018: Tomb Invader (Fernsehfilm)
- 2018: Avengers Grimm 2 – Time Wars (Avengers Grimm: Time Wars)
- 2018: Flug 666 (Flight 666)
- 2018: Triassic World
- 2018: Alien Siege – Angriffsziel Erde (Alien Siege)
- 2018: Sharknado 6: The Last One (The Last Sharknado: It’s About Time, Fernsehfilm)
- 2018: Fear of Shadows (Kurzfilm)
- 2018: Alien Predator
- 2018: Nazi Overlord
- 2018: End of the World – Gefahr aus dem All (End of the World)
- 2018: Hornet – Beschützer der Erde (Hornet)
- 2018: Rent-an-Elf (Fernsehfilm)
- 2018: Z Nation (Fernsehserie, 6 Episoden)
- 2019: The Big Wish (Kurzfilm)
- 2019: Zoombies 2 – Die Rache der Tiere (Zoombies 2)
- 2019: Mommy Would Never Hurt You (Fernsehfilm)
- 2019: San Andreas Mega Quake
- 2019: The Adventures of Aladdin (Adventures of Aladdin)
- 2019: EmmieThing Goes (Fernsehserie, Episode 1x02)
- 2019: Monster Island – Kampf der Giganten (Monster Island)
- 2019: D-Day
- 2019: Loved To Death
- 2019: Arctic Apocalypse
- 2019: Clown
- 2019: Mayday
- 2019: Psycho BFF (Fernsehfilm)
- 2019: Christmas Belles (Fernsehfilm)
- 2019: Our Christmas Love Song (Fernsehfilm)
- 2019: Doctor Death
- 2019: The Final Level: Flucht aus Rancala (The Final Level: Escaping Rancala)
- 2019: Best Christmas Ball Ever (Fernsehfilm)
- 2019: A Beauty & The Beast Christmas
- 2020: Winter in Vail (Fernsehfilm)
- 2020: Battle Star Wars – Die Sternenkrieger (Battle Star Wars)
- 2020: Homeward
- 2020: My Nightmare Landlord (Fernsehfilm)
- 2020: Collision Earth – Game Over (Collision Earth)
- 2020: In the Drift
- 2020: Top Gunner
- 2020: Stalked by My Husband's Ex (Fernsehfilm)
- 2020: Shark Season – Angriff aus der Tiefe (Shark Season)
- 2020: Monster Hunters – Die Alienjäger (Monster Hunters)
- 2020: Pool Boy Nightmare
- 2020: Apocalypse of Ice – Die letzte Zuflucht (Apocalypse of Ice)
- 2020: Sweet Autumn (Fernsehfilm)
- 2020: Asteroid-a-Geddon – Der Untergang naht (Asteroid-a-Geddon)
- 2020: On the 12th Date of Christmas (Fernsehfilm)
- 2020: Airliner Sky Battle
- 2020: Blood on Her Badge (Fernsehfilm)
- 2020: Weihnachten im Starlight Café (Christmas by Starlight, Fernsehfilm)
- 2020: Beaus of Holly (Fernsehfilm)
- 2020: The Christmas Sitters (Fernsehfilm)
- 2020: Meteor Moon
- 2020: Liquid (Kurzfilm)
- 2021: A Winter Getaway
- 2021: Triassic Hunt
- 2021: Snowkissed (Fernsehfilm)
- 2021: 2021 – War of the Worlds: Invasion from Mars (Alien Conquest)
- 2021: One Perfect Wedding
- 2021: Ape vs. Monster
- 2021: Aquarium of the Dead
- 2021: Jungle Run – Das Geheimnis des Dschungelgottes (Jungle Run)
- 2021: The Rebels of PT-218
- 2021: Robot Apocalypse
- 2021: Swim
- 2021: Tales of a 5th Grade Robin Hood
- 2021: Megalodon Rising – Dieses Mal kommt er nicht allein (Megalodon Rising)
- 2021: Killer Grades (Fernsehfilm)
- 2021: Planet Dune
- 2021: The Devil’s Triangle – Das Geheimnis von Atlantis (Devil’s Triangle)
- 2021: War of the Worlds – Die Vernichtung (War of the Worlds: Annihilation)
- 2021: Megaboa – 20 Meter, die fressen wollen (Megaboa)
- 2022: Dracula: The Original Living Vampire
- 2022: Moon Crash
- 2022: Family Friends (Fernsehfilm)
- 2022: Framed by My Sister (Fernsehfilm)
- 2022: English Estate (Fernsehfilm)
- 2022: Titanic 666
- 2022: 4 Horsemen: Apocalypse
- 2022: My Apocalyptic Thanksgiving
- 2022: Jurassic Domination
- 2022: Thor: God of Thunder
- 2022: Bullet Train Down
- 2022: Shark Side of the Moon
- 2022: The Secret Life of College Escorts (Fernsehfilm)
- 2022: The End Is Nye (Fernsehdokuserie, Episode 1x03)
- 2022: Time Pirates
- 2022: Nix
- 2022: Infamously in Love
- 2022: Battle for Pandora
- 2022: Crown Prince of Christmas (Fernsehfilm)
- 2022: 2025 Armageddon – Willkommen im Multiversum (2025 Armageddon)